# ИрАэро (мини-футбольный клуб)
ФК «ИрАэро» — российский мини-футбольный клуб из Иркутска. Основан в 2013 году. В 2021 году команда получила профессиональный статус. Двукратный чемпион зоны «Восток» Высшей лиги. В сезоне 2020/2021 «ИрАэро» стал победителем первенства России среди любительских команд первой лиги в подгруппе «Восток» зоны «Сибирь», благодаря чему получил повышение в профессиональную лигу.
С сезона 2024/2025 — участник Суперлиги России по футзалу. 

## История
Сезон 2021/22
В сезоне 2021/2022 «ИрАэро» заняла 6-е место в зоне «Восток», благодаря чему вышла в 1/8 стадию плей-офф, где по сумме двух встреч проиграла «Сибиряку» (4:4 гос.; 1:8 дом.), таким образом завершив дебютный профессиональный сезон.
Сезон 2022/23
В сезоне 2022/2023 «ИрАэро» заняла 1-е место в зоне «Восток». Затем в 1/8 финала была обыграна команда «Ростов», оба матча прошли в Иркутске. В 1/4 команда встретилась с дублем Торпедо (4:3 в гостях, 11:5 дома). В 1/2 финала «ИрАэро» встретились с ЛКС (3:4 в гостях, 2:3 дома). В матче за 3-е место команда уступила сургутскому «Факелу».
Сезон 2023/24
В сезоне 2023/2024 клуб также занял 1-е место в зоне «Восток». В 1/8 плей-офф «ИрАэро» в серии до 3 побед обыграл «Ростов» 2:0 (8:3 в гостях, 6:4 дома). В 1/4 команда встретилась с клубом «Саратов-Волга» (ЛИВС) и победила в серии 2:1 (4:5 в гостях, 8:5 и 8:2 дома). В полуфинале команда проиграла сургутскому «Факелу» в серии до 3 побед 1:3 (4:9 и 3:2 дома, 0:3 и 3:6 в гостях). В серии за 3 место со счётом 2:0 был обыгран «Норман» (Торпедо-2) (3:2 в гостях и 4:2 дома).

### Выступления в чемпионатах России
| Сезон   | Лига                                | Место                    |
| ------- | ----------------------------------- | ------------------------ |
| 2021/22 | Высшая лига (II), дивизион «Восток» | 8 (плей-офф: 1/8 финала) |
| 2022/23 | Высшая лига (II), дивизион «Восток» | 1 (плей-офф: 4 место)    |
| 2023/24 | Высшая лига (II), дивизион «Восток» | 1 (плей-офф: 3 место)    |
| 2024/25 | Суперлига (I)                       | 11                       |

### Выступления в Кубке Лиги
| Сезон   | Место |
| ------- | ----- |
| 2024/25 | 3     |